# Klaus Engelmann
Klaus Engelmann (* 26. März 1943 in Eschwege) ist ein deutscher Jurist.

## Werdegang
Engelmann schloss die Wilhelmschule in Kassel 1963 mit dem Abitur ab. Nach dem Wehrdienst, den er als Reserveoffizier beendete, studierte er Rechtswissenschaften in Freiburg und Marburg. 1970 legte er die erste juristische Staatsprüfung und 1973 die zweite juristische Staatsprüfung ab und arbeitete anschließend als wissenschaftlicher Assistent an der Juristischen Fakultät der Philipps-Universität Marburg. Dort wurde er 1976 mit der Arbeit Prozeßgrundsätze im Verfassungsprozeßrecht – Zugleich ein Beitrag zum materiellen Verständnis des Verfassungsprozeßrechts (Berlin 1977) zum Dr. jur. promoviert (Doktorvater: Peter Häberle).

## Richterliche Tätigkeit
Zunächst war Engelmann von 1976 bis 1979 wissenschaftlicher Mitarbeiter beim Bundessozialgericht, bevor er in die Sozialgerichtsbarkeit des Landes Baden-Württemberg eintrat. Nach Stationen an den Sozialgerichten Reutlingen und Stuttgart wurde er 1982 zum Richter am Landessozialgericht ernannt. 1989 wurde er zum Richter am Bundessozialgericht gewählt. Hier war er ab März 1989 im 4. Senat (Rentenversicherung) und ab 1992 im 6. Senat (Vertrags(zahn)arztrecht) tätig. Im Juni 1997 wurde Engelmann zum Vorsitzenden Richter ernannt. Ihm wurde der Vorsitz des 6. Senats übertragen, den er bis zur Beendigung seiner richterlichen Tätigkeit innehatte. Bereits seit 1994 gehörte er dem Präsidium des Bundessozialgerichts an. Mit Ablauf des Monats März 2008 trat Engelmann mit Erreichen der Altersgrenze in den Ruhestand.

## Sonstiges
Engelmann war von 1997 bis 2009 Vorsitzender der Deutschen Gesellschaft für Kassenarztrecht. Von 2008 bis 2010 war er als Schiedsperson in der – damals hoch umstrittenen – hausarztzentrierten Versorgung für die bundesunmittelbaren Krankenkassen der Bundesländer Baden-Württemberg und Bayern zuständig. Engelmann ist seit 2022 unparteiischer Vorsitzender der Schiedsstelle nach § 132a Abs. 3 SGB V (Häusliche Krankenpflege) und der Schiedsstelle nach § 132l Abs. 4 SGB V (Außerklinische Intensivpflege).
Engelmann ist Herausgeber und Autor zahlreicher Werke zum Recht der gesetzlichen Krankenversicherung und des Verwaltungsverfahrensrechts sowie Autor der Künstlerbiographie „Der Maler und Graphiker Gerhard Sy (1886-1936) – Ein Künstlerleben in Zeiten des Umbruchs“ (Kassel 2018).